# Enoplognatha biskrensis
Enoplognatha biskrensis är en spindelart som beskrevs av Denis 1945. Enoplognatha biskrensis ingår i släktet Enoplognatha och familjen klotspindlar. Inga underarter finns listade i Catalogue of Life.